# Kangasjärvi (sjö i Finland, Kajanaland, lat 64,77, long 28,97)
Kangasjärvi är en sjö i Finland. Den ligger i kommunen Suomussalmi i landskapet Kajanaland, i den centrala delen av landet, 500 km norr om huvudstaden Helsingfors. Kangasjärvi ligger 208,5 meter över havet. I omgivningarna runt Kangasjärvi växer i huvudsak barrskog. Den är 5,3 meter djup. Arean är 52,2 hektar och strandlinjen är 3,78 kilometer lång. Sjön  ingår i Uleälvens huvudavrinningsområde. 